# Tesoro de Fenn

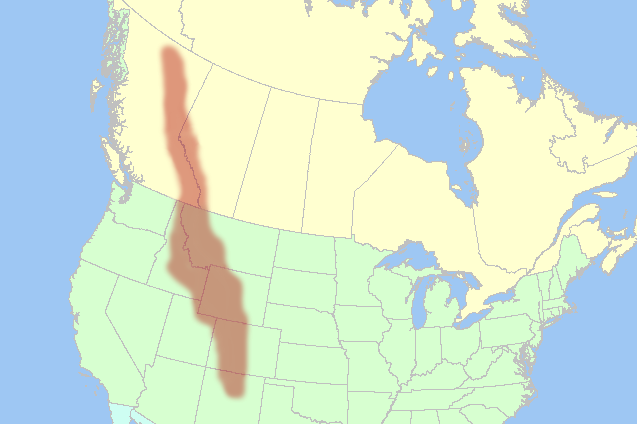
En este mapa se encuentran marcadas las Montañas Rocosas, donde se escondió el tesoro dentro de los Estados Unidos.

El Tesoro de Fenn, fue un alijo de oro y joyas que Forrest Fenn, un comerciante de arte y autor originario de Santa Fe (Nuevo México)escondió en las Montañas Rocosas de Estados Unidos. Fue hallado aproximadamente una década después, en 2020, en Wyoming por un cazador de tesoros anónimo que luego se identificó como el experiodista y estudiante de medicina Jack Stuef.Al intentar honrar lo que él percibió como los deseos finales de Fenn después de su muerte en septiembre de 2020, se negó a revelar la ubicación del tesoro.
Forrest Fenn fue un piloto en la Fuerza Aérea de los Estados Unidos, alcanzando el rango de mayor. Recibió la Estrella de Plata por su servicio en la Guerra de Vietnam, donde formó parte de 28 misiones de combate en un año.Se retiró de la Fuerza Aérea y dirigió, junto a Rex Arrowsmith, la Galería Arrowsmith-Fenn, que más tarde se convertiría en la Galería Fenn, operada por Fenn junto a su esposa Peggy.La galería estaba localizada en Santa Fe, Nuevo México, y vendió una variedad de artefactos de los Nativos Americanos, pinturas, esculturas de bronce, y otras formas de arte, incluyendo copias de obras de Modigliani, Monet, Degas y otros artistas. La galería reportó una ganancia de seis millones de dólares al año.
En 1988, Fenn fue diagnosticado con cáncer y su pronóstico era probablemente terminal. Esto lo inspiró a esconder un cofre del tesoro en un lugar desconocido con el propósito de crear una búsqueda pública del tesoro. También consideró utilizar dicha ubicación como su sitio final de descanso. Pero se recuperó de la enfermedad, y en 2010 publicó "The Thrill of the Chase: A Memoir", un libro de relatos de su vida. En el libro describió un cofre del tesoro que contenía piedras de oro, monedas únicas, joyas y pedrerías. Adicionalmente, escribió que escondió el tesoro "en las montañas en algún lugar al norte de Santa Fe". Fenn dijo que las historias en su libro ocultaban pistas de la ubicación del cofre y el poema encontrado en el capítulo "Oro y Más" ("Gold and More") contenía nueve pistas que dirigirán a la ubicación del cofre. El libro incitó una búsqueda del tesoro en las Montañas Rocosas de Nuevo México, Colorado, Wyoming y Montana. Se estimaba que el valor de los objetos contenidos dentro del cofre alcanzaba los dos millones de dólares. Fenn decidió no aceptar las ganancias de la publicación de sus libros debido a su preocupación de ser acusado de fraude por los críticos.
Antes de la búsqueda del tesoro, Fenn tuvo conflictos con las autoridades debido a la ley federal de antigüedades durante la Operación Cerberus Action. En 2009, agentes del FBI registraron su casa como parte de una investigación sobre saqueo en el área de Four CornersEntre los artículos confiscados, figuraban piezas de cota de malla del Parque Histórico Nacional Pecos, cabello humano, un talismán emplumado y un cráneo de bisonte. Aunque no se presentaron cargos. Dos personas investigadas en el caso se suicidaron y Fenn culpó al FBI por sus muertes.
Fenn finalmente murió el 7 de septiembre de 2020 a la edad de 90 años.

## Muertes
Cinco personas murieron buscando el tesoro, por lo que el jefe de la Policía Estatal de Nuevo México, Pete Kassetas, exhortó públicamente a Fenn para que detuviera la búsqueda del tesoro, declarando que estaba "poniendo vidas en riesgo".

### Lista de fallecidos
- Randy Bilyeu desapareció en enero de 2016 y fue encontrado muerto en julio de ese año. Su cuerpo fue descubierto por trabajadores a lo largo del Río Grande y una autopsia no pudo determinar la causa de la muerte.[23][24] La exesposa de Bilyeu declaró públicamente que el Tesoro de Fenn era un engaño.[25]
- Jeff Murphy (53 años) de Batavia, Illinois, fue encontrado muerto en el parque nacional de Yellowstone el 9 de junio de 2017, después de caer unos 152 metros por una pendiente pronunciada. Los funcionarios de Yellowstone no proporcionaron detalles al público sobre su investigación, pero KULR-TV presentó una solicitud de Ley de Libertad de Información. La televisión informó que su esposa comentό a las autoridades del parque, que Murphy buscaba el tesoro momentos antes de que ella reportara su desaparición.[26]
- El pastor París Wallace de Grand Junction, Colorado, informó a los miembros de su familia que estaba buscando un tesoro enterrado. Inesperadamente, el 14 de junio de 2017 no se presentó a una reunión familiar. Posteriormente, su automóvil fue encontrado estacionado cerca del Puente de Unión de Taos y su cuerpo fue encontrado aguas abajo en el Río Grande.[27][28]
- Eric Ashby (31 años) fue encontrado muerto en el río Arkansas de Colorado el 28 de julio de 2017.[29] Amigos y familiares declararon que se había mudado a Colorado en 2016 para buscar el tesoro, y fue visto por última vez el 28 de junio de ese año, navegando en el río, aguas arriba de donde se encontró su cuerpo. [30]
- Michael Wayne Sexson (53 años) de Deer Trail, Colorado, fue encontrado muerto por los rescatistas el 21 de marzo de 2020, cerca del Monumento Nacional Dinosaurio, en la frontera entre Utah y Colorado.[31]

## Controversia
La búsqueda del tesoro generó controversias. Varios buscadores fueron arrestados o amonestados por cometer infracciones legales.
- Un hombre no identificado que buscaba el tesoro fue arrestado en Nuevo México en 2013 y acusado de dañar un bien cultural, por cavar debajo de una cruz de hierro en un santuario público cerca del Río Pecos.[33]
- En abril de 2014, los guardabosques detuvieron a Darrel Seller y Christy Strawn por poseer un detector de metales y cavar en el parque nacional Yellowstone, en busca del tesoro de Fenn. El 9 de mayo de ese año, los guardabosques los acusaron de acampar sin permiso y encender una pequeña fogata.[34]
- Scott Conway fue amonestado por oficiales de los Parques Estatales de Nuevo México, después de cavar un gran agujero en tierra estatal cerca del Lago Heron, buscando el tesoro de Fenn.[35]
- Un hombre de Pensilvania, Robert Miller, fue arrestado por robo, irrupción, allanamiento y daño criminal a la propiedad en octubre de 2018. Miller irrumpió en la propiedad de Fenn e intentó robar un cofre de estilo español, creyendo que se trataba del tesoro. Fue atrapado en el acto y detenido a punta de pistola hasta que la policía llegó al lugar del intento de robo.[36]
- En diciembre de 2019, David Harold Hanson, de Colorado Springs, Colorado, presentó una demanda en el Tribunal de Distrito de los EE.UU. contra Forrest Fenn. La denuncia alegaba que Fenn había realizado varias declaraciones fraudulentas y engañado a los buscadores.[37] A pesar de que Hanson intentó reabrir el caso, este permaneció cerrado.[38]
- En enero de 2020, David Christensen, de Indiana, tuvo que ser rescatado por los guardabosques del parque nacional Yellowstone después de intentar hacer rápel a una altura de aproximadamente 850 pies (260 m), usando una cuerda amarrada a un barandal en el Gran Cañón de Yellowstone.[39] Fue condenado a pasar una semana en prisión y a pagar los costos del rescate.[40]

## Cofre del tesoro
Se decía que el cofre del tesoro era una caja de bronce forjada aproximadamente en el siglo XII. El cofre estaba forrado de madera y tenía una cerradura frontal.  El cofre retrataba escenas y se componía de relieves, mostrando caballeros escalando paredes y doncellas encima de ellos, arrojándoles flores. Este estilo de trabajo parece ser una referencia al Le Romans de la Rose, un poema sobre la búsqueda del amor y el escalar el "Castillo del Amor", el cual fue popular casi al mismo tiempo que el cofre fue fabricado. Inspirados por la popularidad de la búsqueda del tesoro, varios artistas han hecho recreaciones modernas basadas en el cofre de Fenn.

## Descubrimiento
El 6 de junio del 2020, Fenn publicó en el blog de buscadores "Thrill of the Chase" que el tesoro había sido encontrado: 
“Estaba bajo un dosel de estrellas entre la exuberante vegetación boscosa de las Montañas Rocosas y no se había movido del lugar donde lo escondí hace más de 10 años. No se quién lo encontró, pero el poema en mi libro lo llevó al lugar indicado. Felicito a las miles de personas que participaron en la búsqueda y espero que sigan siendo atraídas por la promesa de otros descubrimientos. Por lo tanto, la búsqueda ha terminado. Espere más información y fotos en los próximos días".
Esto fue posteriormente confirmado vía correo electrónico por Fenn, quien además reveló en un artículo que quien encontró el tesoro era un hombre del este de los Estados Unidos, el cual le envió una fotografía. La identidad del descubridor, la fotografía y la ubicación del tesoro no fueron revelados.  El 16 de junio de 2020, Fenn liberó fotos adicionales en el blog "Thrill of the Chase", incluyendo una foto de él examinando los contenidos del cofre y otra del cofre a la intemperie, implícitamente en o cerca del sitio donde fue encontrado.El 22 de julio, Fenn declaró en el blog "Thrill of the Chase" que el descubridor del tesoro le había autorizado revelar, en modo de cierre para muchos de sus buscadores, que este había sido encontrado en Wyoming.
En diciembre de 2020, Jack Stuef, un estudiante de medicina de Míchigan, reveló que él era quien había encontrado el cofre del tesoro de Fenn en una entrevista para Outside. Por razones de seguridad, prefirió permanecer en el anonimato, pero supuso que una demanda revelaría su identidad.
Stuef reveló que dos elementos del tesoro mencionadas antes de que fuera encontrado no se encontraban dentro del cofre, una pequeña rana de oro en un collar y un anillo de esmeralda español encontrado en San Lázaro. Fenn localizó la rana dentro de su colección, y se la dio a Stuef, pero nunca logró localizar el anillo.

## En la cultura popular
La búsqueda del Tesoro de Fenn ha sido presentada en distintos shows de televisión, artículos de revista y libros.
- Douglas Preston vio el cofre de Forrest Fenn mucho tiempo antes de que Fenn lo escondiera. Se le atribuye como la inspiración de la novela de 2003 de Preston The Codex.[58]
- La búsqueda del tesoro fue presentada en un episodio de 2015 del show Expedition Unknown, "Encontrando la Fortuna de Fenn". El anfitrión de la serie, Josh Gates, entrevistó a Forrest Fenn antes de reunir a varios grupos de cazadores de tesoros que buscaban el tesoro en múltiples estados en las Montañas Rocosas.[59]
- The Lure (2017) es un documental sobre el tesoro, dirigido por Tomas Lixivia.[60]
- Un episodio de 2018 de la serie web Buzzfeed Unsolved: True Crime, titulado "The Treacherous Treasure Hunt of Forrest Fenn" ("La traicionera búsqueda del Tesoro de Forrest Fenn"), presenta la búsqueda del tesoro.[61]
- El 8 de julio de 2020, en un episodio de la serie Expedition Unknown: Uncovered, de Discovery Channel, grabado antes de que el tesoro fuera encontrado, Josh Gates intenta decodificar las pistas del poema.[62]

## Libros
- Fenn, Forrest (2010). The Thrill of the Chase. One Horse Land & Cattle Co. ISBN 9780967091785.
- Fenn, Forrest (2013). Too Far to Walk. One Horse Land & Cattle Co. ISBN 9780967091792.
- Fenn, Forrest (2017). Once Upon a While. Phat Page Design. ISBN 9780692950555.
- Fenn, Forrest (2018). Once Upon a While Revised. One Horse Land & Cattle Co. ISBN 9780692196281.
- Ritt, Jordan (2015). A Treasure More Than Gold: How I found the solution to Forrest Fenn's poem. ISBN 9781478753742.